# Nicolaes Eliaszoon Pickenoy
Nicolaes Eliaszoon Pickenoy (10. ledna 1588, Amsterdam – 1653/1656, Amsterdam) byl nizozemský malíř vlámského původu. Byl snad žákem Cornelise van der Voort, jeho žákem pak byl Bartholomeus van der Helst.

## Biografie

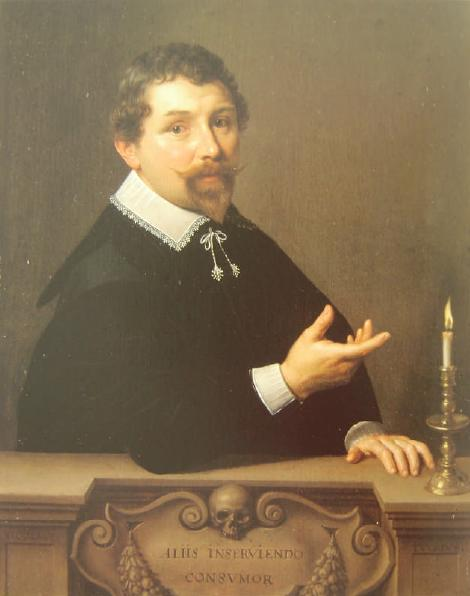
Portrét Dr. Nicolaese Tulpa od Nicolaese Eliaszona Pickenoye – Stedelijk Museum, Amsterdam

Malíř se narodil jako syn antverpského zedníka Eliase Claeszoona Pickenoye (1565–1640) a Heijltje Laurens s'Jonge (1562–1638), kteří před Nicolaesovým narozením emigrovali do Amsterdamu. V roce 1621 (v té době bydlel poblíž Oude Kerk) se oženil s 21letou sirotou Levijntje Bouwens (1599–ca 1656). Měli spolu deset dětí, z nichž dvě (Sara a Elias) zemřeli v útlém věku.
Pickenoy maloval velké tzv. Schuttersstukken, velké skupinové portréty správců sirotčinců, portréty místních nebo národních proslulých osobností, jako např. Nicolaes Tulp, Maarten Harpertszoon Tromp a Jochem Hendrickszoon Swartenhont, manžel Elisabeth Bas.
Nejranější obraz, který Pickeroy podepsal, je „Osteologická Presentace dr. Sebastiaena Egbertze de Vrij's“ z roku 1619 (dnes uložen v Historickém muzeu v Amsterodamu). Vrchol jeho tvorby spadá do let 1630–1637, jež se vyznačují vysokou úrovní jeho obrazů a četnými zakázkami od prominentních osob. Z tohoto období pochází i další obraz z Historického muzea v Amsterodamu, Hostina střelců z kompanie kapitána Jacoba Backera a seržanta Jacoba Rogha z let 1632–1634 .
Po roce 1637 maloval již jen málo, lukrativní nebo prestižní portréty. Kromě nich namaloval mimo jiné malý počet biblických motivů (uloženy v Muzeu Catharijneconvent). Řada jeho nejlepších prací je uložena v Rijksmuseum a v Historickém muzeu v Amsterdamu.
V roce 1637 koupil od Adriaena Pauwa dům na rohu Sint Anthoniessluis a Jodenbreestraat, v místě, kde bydlela řada malířů, obchodníků s uměním a klenotníků. Dům předtím vlastnil jeho pravděpodobný učitel, Cornelis van der Voort a později Hendrick van Uylenburgh. Vposledku pracoval v letech 1631–1634 dohromady s Rembrandtem. V roce 1639 koupil Rembrandt sousední dům, dnešní Museum Het Rembrandthuis. Stejně jako Rembrandt nemohl Pickenoy dluh za dům splácet a musel ho po osmi letech opět prodat.
Pickenoysovy práce jsou často jen nesnadno odlišitelné od prací jeho soudobých kolegů. Příznačný pro jeho styl je ostrý dopad světla, které nechává ostře vystoupit hlavy, poněkud přemrštěná gesta, velké zelenohnědé stíny a nezvykle tvarované oči.  